# Zanpakutō
Le zanpakutō (斬魄刀, épée trancheuse d'âme) est un type d'arme fictif issue de l'univers du shōnen manga Bleach. C'est l'arme de base des shinigami qui prend forme en fonction de leur force spirituelle et de leur identité. Elle ne sert pas seulement à se battre et permet également d'envoyer les âmes bloquées dans le monde des vivants vers la Soul Society. Le zanpakuto peut évoluer en deux formes qui décuplent ses pouvoirs : le shikai et le bankai. 

## Origine
Les Zanpakutō sont créés par Ōetsu Nimaiya, membre de la Division Zéro et forgeron légendaire reconnu par le Roi des Âmes. Avant son intervention, les armes de la Soul Society étaient des lames génériques, sans âme ni conscience. Ōetsu crée les Zanpakutō à partir d'entités appelées Asauchi, des esprits bruts qui prennent une forme distincte et une identité propre après avoir passé du temps avec leur porteur. Le rôle d'Ōetsu Nimaiya est révélé tardivement dans l'arc de la guerre sanglante de mille ans.
Les Zanpakutō ne sont pas de simples armes. Ōetsu Nimaiya conçoit ces épées comme des partenaires vivants, capables de communiquer avec leurs utilisateurs.

## Fonction
Dans Bleach, les shinigamis portent des zanpakutō (斬魄刀, épée trancheuse d'âme) qui canalise leur pouvoir et possède deux capacités spéciales : 
- enterrer l'âme, en plaçant le sceau situé à l'extrémité du pommeau sur le front d'une âme afin de l'envoyer à la Soul Society[2];
- purifier le pêcheur, ou, plus explicitement, laver les crimes d'un hollow en le tuant afin de lui rendre son humanité et l'envoyer à la Soul Society également[2].

De plus, le Zanpakuto agit comme un catalyseur du pouvoir spirituel des shinigami duquel ils tirent leur puissance.

## Shikaietbankai
Chaque Zanpakuto est le reflet de l'âme de son propriétaire. Cette connexion signifie que l'âme possède son propre nom et qu'elle répond à la force spirituelle et la volonté de son propriétaire,,. Sous sa forme initiale, l'arme ressemble à une simple épée dont la forme varie en fonction du propriétaire, et sous sa forme éveillée elle incarne une entité. Par exemple, le Zanpakuto d'Ichigo Kurosaki, sous sa forme éveillée, s'appelle Zangetsu et prend l'apparence d'un homme vêtu de noir, moustachu et aux cheveux longs.
Les Zanpakuto se présentent sous trois formes : l'épée de base, prenant la forme liée à la force spirituelle de son porteur, le shikai et le bankai.
Chaque Zanpakuto est une entité consciente qui apparait dans l'esprit de son propriétaire ou dans des manifestations hors du temps et de l'espace. Pour activer le shikai, le propriétaire doit être en mesure de parler avec cette entité et prendre connaissance de son nom. En apprenant ce nom, le shinigami se confronte également à ses propres défauts jusqu'à se montrer digne de porter cette arme. Une fois le shikai activé, l'épée se transforme radicalement et décuple les pouvoirs de son porteurs,,.
Pour activer le bankai, le propriétaire du Zanpakuto doit dépasser le stade de la collaboration avec son entité et doit parvenir à la soumettre entièrement à sa volonté. Tout comme le shikai, l'arme change de forme et permet de développer une force de cinq à dix fois supérieure au shikai. Il s'agit de la technique la plus recherchée parmi les shinigami, mais aussi la plus difficile à maîtriser. Cela demande également une importante quantité d'énergie spirituelle pour parvenir à maintenir cet état. Le bankai se dissipe soit par la volonté de son utilisateur, soit parce qu'il est à bout de force et proche de la mort,. Les utilisateurs peuvent posséder plusieurs formes de bankai. 
Atteindre le dernier stade est une condition requise pour l'accession au grade de capitaine (il existe des exceptions, comme Zaraki Kenpachi). Il y a de même quelques singularités dans les shikai des zanpakutō, comme celui de Kurosaki Ichigo qui est en shikai permanent,.

## Forme unique
Au terme de l'arc narratif qui oppose Ichigo Kurosaki à Aizen, Ichigo développe une nouvelle étape dans l'union à son Zanpakuto qu'aucun autre shinigami n'a atteint jusque là. Il est enchainé à son arme et sa main fusionne avec la fusée de l'épée. Le dernier arc narratif se concentre particulièrement sur le lien entre Ichigo et Zangetsu, l'entité de son Zanpakuto.